# 주영 (홍무제의 22남)
안혜왕 주영(중국어: 安惠王 朱楹, 1383년 10월 18일 - 1417년 10월 9일)은 명 태조 주원장의 22남이고, 생모는 알려지지 않았다. 명나라 제 1대 유일한 안왕(安王)이었다.

## 생애
홍무 24년 4월 13일 (1391년 5월 17일), 주영은 안왕(安王)에 봉해졌다. 같은 해, 서달의 딸이 안왕비에 책봉되었다. 영락 6년 10월 19일 (1408년 11월 6일), 평량부를 번으로 받았다.
영락 15년 (1417년), 주영은 34세의 나이로 사망하였고, 번왕 재위 26년 동안, 자녀를 한명도 얻지 못하였다.
훗날, 주영의 조카 양릉왕 주충목이 주영에게 아들이 없다 상소하고, 무덤을 지키는 사람이 태만히 여기자, 자신에게 주영의 제사를 맡겨달라고 청하였고, 그것이 허락되어, 양릉왕의 가문은 주영의 제사를 받들었다.

## 가계
왕비 서씨는 정통 14년 (1449년)에 사망하였다.

## 참고 문헌
- 《명사(明史)》
- 《명실록(明实录)》